# Албания на «Евровидении-2017»
Албания будет участвовать в Евровидении 2017. Албанский вещатель Radio Televizioni Shqiptar (RTSH) организовал национальный финал Festivali i Këngës 55 для того, чтобы выбрать песню, которая будет представлять страну на конкурсе в Киеве. Победила в отборе и поедет на «Евровидение» английская версия песни Botë, написанная Клодианом Кафоку и Гералдом Кшари и исполненная Линдитой Халими.

## Фон
До 2017 года Албания принимала участие в конкурсе песни «Евровидение» тринадцать раз с момента дебюта в 2004 году. Лучший результат страны — пятое место, которое заняла Рона Нишлиу в 2012 с песней «Suus». После введения полуфинала в 2004, Албания, на данный момент, проходила в финал семь раз. В 2016 Албания не смогла выйти в финал и финишировала шестнадцатой с песней «Fairytale» в исполнении Энеды Тарифа.
Албанский национальный телеканал, Radio Televizioni Shqiptar (RTSH), транслирует события в Албании и организует процесс национального отбора. Албанский Festivali i Këngës проводится ежегодно с 1964 года и используется в качестве отбора Албании на «Евровидение» с момента своего дебюта в 2004 году. Подробные сведения о 55-м Festivali i Këngës были объявлены 8 августа 2016 года; Однако, албанский вещатель официально подтвердил свое участие в Евровидении 2017 24 сентября 2016.

## До Евровидения

### Конкурирующие выступления
| Артист                           | Песня                  | Перевод                   | Музыка(m) / Текст (l)                                             |
| -------------------------------- | ---------------------- | ------------------------- | ----------------------------------------------------------------- |
| Albulena Jashari                 | «Fjalët ia lë zemrës»  | Я оставляю слова сердцу   | Marsela Çibukaj & Briz Musaraj (m) / Gerald Xhari (Big Basta) (l) |
| Classic Boys                     | «Dashuria për jetën»   | Любовь для жизни          | Endri Sina (m) / Saimir Braho (l)                                 |
| Dilan Reka                       | «Mos harro»            | Не забывай                | Edmond Zhulali (m) / Agim Doçi (l)                                |
| Edea Demaliaj                    | «Besoj në ëndrra»      | Я верю в мечты            | Fabian Asllani (m) / Edea Demaliaj (l)                            |
| Edona Vatoci                     | «Mirëmëngjës»          | Доброе утро               | Edona Vatoci (m&l)                                                |
| Elson Braha                      | «Edhe një herë»        | Ещё один раз              | Adrian Hila (m) / Pandi Laço (l)                                  |
| Erlind Zeraliu                   | «Dhimbja e gëzimit»    | Боль удовольствия         | Vasil Tole (m) / Fatos Arapi (l)                                  |
| Fabiola Agalliu & Agnesa Çavolli | «Shkon e vjen»         | Ты приходишь и уходишь    | Sokol Marsi (m) / Fabiola Agalliu (l)                             |
| Festina Mejzini                  | «Atje lart»            | Там                       | Eriona Rushiti (m&l)                                              |
| Flaka Krelani                    | «Osiris»               | Осирис                    | Qëndrim Krelani (m&l)                                             |
| Franc Koruni                     | «Macka»                | Кошечка                   | Franc Koruni (m&l)                                                |
| Genc Salihu                      | «Këtu»                 | Здесь                     | Genc Salihu (m&l)                                                 |
| Линдита Халими                   | «Botë»                 | Мир                       | Klodian Qafoku (m) / Gerald Xhari (Big Basta) (l)                 |
| Linda Rukaj                      | «Vija e lumit»         | Направление реки          | Linda Rukaj (m&l)                                                 |
| Lorela                           | «Me ty»                | С тобой                   | Alban Kondi (m) / Turjan Hyska (l)                                |
| LYNX                             | «Sot»                  | Сегодня                   | LYNX (m&l)                                                        |
| Luka & Serxhio Hajdini           | «Koha plaket»          | Время                     | Serxhio Hajdini (m) / Luka Hajdini (l)                            |
| Neki Emra                        | «Dashuri dhe urrejtje» | Любовь и ненависть        | Neki Emra (m) / Albatros Rexha (l)                                |
| Orges Toçe                       | «Shi diamantësh»       | Алмазный дождь            | Orges Toçe (m&l)                                                  |
| Резарта Смайя                    | «Pse prite gjatë»      | Почему ты ждал так долго? | Xhevdet Gashi (m) / Arsim Bujaku (l)                              |
| Тири Гьочи                       | «Më zgjo»              | Разбуди меня              | Enis Mullaj (m) / Sokol Marsi (l)                                 |
| Xhejni Lito                      | «Pritja»               | Ожидание                  | Indrit Lelo (m&l)                                                 |
| Xhesika Polo                     | «Eva jam unë»          | Я — Ева                   | Marko Polo (m) / Alex Seitaj (l)                                  |
| XUXI                             | «Metropol»             | Метрополис                | Genti Lako (m) / Ana Gramo (l)                                    |
| Yll Limani                       | «Shiu»                 | Дождь                     | Yll Limani & Ilirjana Blakaj (m&l)                                |

## На «Евровидении»
Евровидение 2017 будет проходить в Международном выставочном центре в Киеве и будет состоять из двух полуфиналов 9 и 11 мая, а финал — 13 мая 2017 года. Согласно правилам Евровидения, все страны, за исключением страны пребывания и «Большой пятерки» (Франция, Германия, Италия, Испания и Великобритания) участвуют в полуфиналах, чтобы пройти в финал, и лучшие десять стран от каждого полуфинала проходят в финал. Албания выступит под номером 7 в первом полуфинале.